# Переговоры
Переговоры — коммуникация между сторонами (переговорщиками) для достижения своих целей, при которой каждая из сторон имеет равные возможности в контроле ситуации и принятии решения, которое закрепляется договором.
В узком смысле рассматривается как один из методов альтернативного урегулирования споров. В более широком смысле, переговоры — это коммуникационное взаимодействие людей или социальных групп. В процессе общения между участниками коммуникации происходит обмен разного рода информацией. На сегодняшний день любой человек, живущий в обществе, является человеком, ведущим переговоры. Переговоры — это факт нашей повседневной жизни, основное средство получить от других людей то, чего вы хотите и разрешить возникшие разногласия. В наше время всё чаще приходится прибегать к переговорам: ведь другим вариантом решения проблем между людьми является конфликт. Каждый человек хочет участвовать в принятии решений, которые его затрагивают; всё меньше и меньше людей соглашаются с навязанными кем-то решениями. Хотя переговоры происходят каждый день, вести их как следует нелегко.

## Функции переговоров
Функции переговоров, по мнению некоторых:
- Поиск совместного решения проблемы
- Информационная функция
- Коммуникативная функция
- Регулятивная функция
- Пропагандистская функция
- Решение собственных внутренне- и внешнеполитических задач

В целом же следует отметить, что любые переговоры многофункциональны и предполагают одновременную реализацию нескольких функций. Но при этом функция поиска совместного решения должна оставаться приоритетной.

## Виды и классификация переговоров
Существуют две основные разновидности переговоров:
- позиционные;
- рациональные (принципиальные)

Позиционные переговоры могут протекать в двух формах — жёсткой и мягкой.
Суть жёстких переговоров — настаивание любой ценой на своей, обычно крайней позиции, большей частью игнорирующей интересы другой стороны. В крайне мягком варианте стороны готовы ради достижения соглашения и сохранения хороших отношений идти на бесконечные уступки друг другу, что, в конце концов, приводит к принятию неэффективного для обеих сторон решения. Более обычная стратегия в переговорах предусматривает средний подход — компромисс между мягким и жестким подходами, включает в себя попытку сделки между стремлением достичь желаемого и ладить с людьми. Третья стратегия встречается не так часто и предусматривает избегание переговоров: одна из сторон сознательно избегает участия в переговорах или принятия решения по итогам переговоров. Стратегия избегания может использоваться, когда одна из сторон не обладает достаточной переговорной силой для достижения наиболее выгодного соглашения.
В процессе рациональных переговоров (в работе гарвардского переговорного проекта используется термин «принципиальные переговоры»), предметом и основой которых становятся базовые интересы сторон, проблема и интересы отделяются от личных отношений, что позволяет на основе объективных критериев совместно разрабатывать различные варианты решения и определять наиболее выгодные для всех. Такие переговоры предполагают совместный поиск, не требующий предварительного доверия сторон друг к другу, ибо последнее формируется в результате взаимного контроля в рамках общей работы.
Так как целью рациональных переговоров является оптимальное решение, соотношение уступок сторон, если таковые и приходится делать, не имеет принципиального значения, поскольку в любом случае каждая из них выигрывает больше, а теряет меньше, чем при позиционных переговорах.
Относительно других классификаций переговоров, то они различаются по числу и уровню участников, кругу обсуждаемых вопросов, механизмом принятия решений, продолжительности, регулярности проведения, степени официальности и обязательности исполнения принимаемых решений.

### Сепаратные переговоры
Сепаратные переговоры (лат. separatus — разделённый) — обособленные переговоры, ведущиеся с противником в тайне от государств-союзников или же без согласия с последними.
Например, Сепаратные переговоры США, Англии и Германии, в период Второй Мировой войны.

### Международные экономические переговоры
Международные экономические переговоры — это официальное обсуждение представителями государств экономических двусторонних и многосторонних отношений с целью согласования внешнеэкономической стратегии, тактики и соответствующих дипломатических акций, обмена мнениями, взаимного обмена информацией, подготовки к подписанию договоров, урегулирования спорных вопросов и т. д. Международные экономические переговоры — основной способ мирного разрешения споров и конфликтов в международных экономических отношениях, возникающих между государствами, одно из самых распространенных в международном праве методов развития и углубления экономического сотрудничества между государствами.

## Стадии переговоров
1. Подготовка к переговорам.
2. Переговорный процесс.
3. Завершение переговоров и анализ их результатов.

Прежде чем садиться за стол переговоров, следует учитывать их содержательный аспект, который предусматривает четкое понимание ситуации; анализ сил, влияющих на неё; определение наилучшей альтернативы обсуждаемому соглашению и вариантов отказа от сделки другой стороны; формирование общего подхода к переговорам, их целей, задачам, позициям; прогноз изменения ситуации и результатов, определение возможных вариантов решения; проектирование благоприятных условий; подготовку предложений и их аргументацию, составление необходимых документов; согласование деталей предстоящей встречи. Важно также обратить внимание на тактическую подготовку, которая сориентирована на выбор методов и способов ведения переговоров, распределение ролей между участниками команды, на отладку рабочих, деловых отношений с партнёром.
И все эти рекомендации, требования и советы, в конце концов, сводятся к воспитанию культуры делового общения, к преобразованию этой культуры в обычные привычки повседневного профессионального поведения, к соблюдению правил добропорядочного тона, почтительного отношения к партнёру, толерантности, терпимости к недостаткам в характере людей.
Основные правила проведения переговоров:
- Готовьте заранее письменный план переговоров[2].
- Сохраняйте спокойствие и не торопитесь. Контролируйте свои слова и реакции[2].
- Задавайте уточняющие вопросы[2].
- Всё время возвращайте обсуждение к плану переговоров.
- Записывайте, что вам говорят[2].

Для формирования соответствующих навыков ведения переговоров, помимо государственных программ, во многих странах можно встретить ряд организаций и сообществ, которые ведут индивидуальные программы образования в области ведения переговоров всех уровней сложности.

## Манипуляции при проведении переговоров
Участники переговоров для того, чтобы добиться выгодного для себя решения (поведения), могут использовать различные способы манипуляции. Наиболее распространенные манипуляции связаны:
- С давлением на собеседника. Данный тип манипуляций направлен на подавление эмоционального состояния оппонента через вызов таких эмоций, как неуверенность, тревога, страх, чувство вины, стыда, растерянности. Давление может быть явным или замаскированным, но в любом случае манипулятор старается показаться влиятельнее и значимее собеседника. Он может намеренно делать условия переговоров дискомфортными для другой стороны (повелительный тон, угрозы и другое).
- С действием по принципу «мягко стелет, да жёстко спать». В этом случае манипулятор использует обходные манёвры, сначала усыпляя бдительность партнёра через демонстрацию уважения, дружбы и тому подобное, а затем предъявляя свои условия. По сути, это манипуляция доверием, которая направлена на вызов сильных эмоций, таких как доброта, порядочность, честность, справедливость, великодушие, человечность, а также чувство жалости, вины и стыда. И именно эти эмоции заставляют вас совершить действие, в котором заинтересована другая сторона. Задача — усыпить бдительность.
- С использованием информационного давления: манипулятор стремится запутать партнёра с помощью неполной/избыточной или неструктурированной информации или некорректной аргументации.
- С привлечением третьих лиц. В этом случае предполагается привлечение дополнительных участников (реальных или мнимых): обращение к мнению эксперта, проведение переговоров с распределением ролей с помощниками[3].
- С использованием внешних обстоятельств. Данный тип манипуляции основан на использовании обстоятельств, которые ослабляют вашу позицию и которые вы не можете проверить в данный момент. Например, вам могут сообщить, что время на принятие решения крайне ограничено и решение нужно принять прямо сейчас. Или, что третья сторона уже предложила более выгодные условия и у вас есть только один шанс, чтобы заключить соглашение.

В целом для противодействия манипуляциям в переговорах, необходимо быть морально готовым к манипуляции со стороны оппонента и придерживаться основных принципов проведения переговоров: сохранять спокойствие и не торопиться, задавать вопросы и записывать, что говорят.

## Типичные ошибки участников переговоров
- Иррациональная эскалация

Эскалация характерна для аукционов, забастовок, торговых кампаний, ценовых войн и конкурентных приобретений. В процессе переговоров сторона/стороны ведут торг, стремясь добиться успеха, но иррационально не принимает во внимание возможную реакцию другой стороны/сторон.
- Постановка на якорь

Исходная позиция сторон при начале переговоров выступает как якорь, который будет тормозить переговоры при изменении обстоятельств и мешать достижению соглашения.
- Референтное поведение

Форма предложения часто определяет готовность сторон к достижению соглашения.
- Использование преимущественно легкодоступной информации

Многие более склонны опираться на доступные данные, чем на действительно нужные для принятия решения. Требуется тщательный поиск соответствующей информации и анализ данных.
- Чрезмерная уверенность

Чрезмерная уверенность в успехе выгодной для вас позиции. Переоценка вероятности доминирования, самонадеянность, недооценка роли другой стороны ведут к утрате гибкости, что препятствует достижению желаемого соглашения. Нередко чрезмерная уверенность формирует исключительно подход с позиции «торг здесь не уместен», что направляет процесс переговоров в тупиковое русло.
- Когнитивные искажения

Большая совокупность систематических ошибок мышления, так или иначе влияющих на ход мышления и поведение участников переговоров.

## Формализованные правила ведения переговоров
Большинство государственных организаций,  больших организаций различных видов, часто средних, и иногда даже малых определяют правила или рекомендации ведение рабочих переговоров между сотрудниками, переговоров с клиентами и с другими лицами, с которыми приходится вести переговоры сотрудникам организации.
Так, основными принципами ведения связи с экипажем пилотируемого космического аппарата являются: говорить ясно и отчетливо, скорость речи не должна превышать 100 слов в минуту; сохранять громкость передачи информации на постоянном уровне; переговоры должны быть краткими, технически грамотными, вестись с соблюдением правил произношения отдельных слов, четкой дикцией, исключением "слов-паразитов" и звуков запинания", - говорится в рекомендациях. Составленные рекомендации базируются на приказе Минтранса от 2012 года о порядке осуществления радиосвязи в воздушном пространстве России.